# 虹を見つけたら教えて。
『虹を見つけたら教えて。』は、ACTRESSから2004年10月29日に発売された18禁アドベンチャーゲームである。2010年11月6日にはダウンロード版が発売された。

## 概要
精神障害を負った少女・スイを中心に、4人のヒロインたちと主人公との恋愛模様を描いた作品。
作中の天気は常に雨や曇天になっており、キャラクターCGは室内用・雨天屋外用が用意されている。雨の降り方も小雨・普通・土砂降りの3段階があり、場所によっても演出が変化する。
本作の物語は、前半が共通ルートで後半が個別ルートの二部構成となっており、ヒロインルートを一周した後にさらなるルートが開放される仕掛けとなっている。
また、ACTRESS独自のゲームシステム「ACTGS」を搭載しているほか、バックログの機能が強化されており、選択肢の前にストーリーを戻すとその選択をリセットできる。
作品の舞台・時間軸については説明されていないが、主人公やヒロインが旅行に出かける山や、スイが失踪する崖は三浦半島にあることが示されている。また、新しい医師臨床研修制度が施行された（現実世界では2004年施行）ことが描写されている。

## ストーリー
（出典：）
白辺颯斗は大学からの帰り道の公園で、雨の中で楽しそうに舞い踊る不思議な少女・スイと出会う。精神失調で片言しか話せないスイはなぜか颯斗に懐いてきて、初めは突き放そうとした颯斗も結局アパートまで彼女を連れ帰る。無邪気なスイは、やがて保護者の音海、大学の同級生の晴香、アパートの隣人悠紀を巻き込んでいき、颯斗の奇妙な生活が始まっていく。

## 登場人物
（出典：）

### メインキャラクター
白辺 颯斗（しらべ はやと）
本作の主人公。聖芯桜華医科大学に通う医学生。専攻希望は外科。親の仕送りを受けつつ下宿暮らしをしている。ヘビースモーカー。面倒くさがりで現実主義的な性格をしており、クラブやサークルにも入らず大学でも親しい友人がいない。やや優柔不断なところがあるが、スイたちとの交流を通して少しずつ変わっていく。
スイ
声：桜坂かい
誕生日不明 身長：158cm 体重：44kg B：82cm/W：52cm/H：79cm
メインヒロイン。DOW（意識障害、Disturbance of Will）を患っており、意思の疎通が困難で放浪癖もある。常に笑顔を絶やさず、水や雨に過剰に執着している。固形物は食べられず、音海から渡されるサプリメントと流動食を摂取している。颯斗をとても気に入っており、どこでもついて行きたがる。家は日本有数の資産家だったが、家族旅行の途中で航空機事故に遭い、唯一生き残って救出された。
雨宮 晴香（あまみや はるか）
声：小蝶
7月7日生まれ T160 BW50 B89/W58/H/84
颯斗の医大の同級生。専攻希望は内科。純粋で自分に正直な性格で、大学のアイドル的存在。周囲にはいつも男の取り巻きがいるが、本人はしっかりしている。颯斗とは入学当初に自転車で轢かれたことがきっかけで出会い、それ以来颯斗に興味を持ち今では完全に惚れている。父親・泰蔵は雨宮総合病院の院長で、彼女の私生活に干渉してくるため、親子仲は悪い。
新海 悠紀（しんかい ゆうき）
声：新月初風
3月14日生まれ T145 BW36 B68/W50/H70
颯斗と同じアパートに住む隣人。父親と幼少のころに死別し、現在は病気の母親と2人暮らし。家計を支えるためファミレスで毎日アルバイトしている。しっかりした性格だが、本当はさびしがり屋。颯斗とは4年以上の付き合いで、兄のように慕っている。
境 音海（さかい おとみ）
声：彩世ゆう
9月3日生まれ T171 BW58 B79/W54/H77
スイの保護者のセラピスト。男勝りで気が強い。スイを保護施設に預けると言う父親とケンカし、スイと2人で家出同然に飛び出してきた。颯斗と同じく喫煙者で、性格も似ているため当初は仲違いしていたが徐々に打ち解けて行く。

### サブキャラクター
境 健（さかい たけし）
音海の父親。県立南雨宮総合病院の外科医師で、スイの主治医でもある。専門は外科だが、スイに対しては内科治療や精神療法のアプローチも行っている。スイとは遠縁の親戚関係で、家族を亡くしたスイを引き取ることになった。スイ本人のためを思って保護施設へ預けることを提案しているが、音海からは快く思われていない。自宅の1Fを音海のためのセラピーサロンとして使わせている。
新海 宏美（しんかい ひろみ）
悠紀の母親。過去に心筋梗塞を起こし、あまり外を出歩けない体。落ち着いた性格で、自分の体よりも悠紀のことを優先している。夫とは駆け落ち同然の結婚だったため、実家とは疎遠になっている。
雨宮 泰蔵
晴香の父親で、雨宮総合病院の院長。頑固な性格で、晴香の交際を認めようとせず、晴香に縁談を持ちかけようとする。妻の涼子によると、若い頃は颯斗と同じ性格だったらしい。
雨宮 涼子（あまみや りょうこ）
晴香の母親。元医師。颯斗と晴香の交際を応援している。
ちろたん
悠紀が飼っているハムスター。スイからは「ちょろちょろ」と呼ばれている。
ヒサメ
スイの妹。身体が弱く、療養のために家族旅行に出かけたが、事故にあって亡くなってしまう。名前は「氷雨」と書くらしい。

## スタッフ
（出典：）
- シナリオ：橋野次郎
- 原画：或十せねか
- 音楽：Normalize

## 主題歌
オープニングテーマ「Dancing Love!」
歌：保坂汐音
エンディングテーマ「Perfect Rainbow」
歌：保坂汐音